# Station Radzionków Rojca
Station Radzionków Rojca is een spoorwegstation in de Poolse plaats Radzionków.